# Carmen Añón Feliú
Carmen Añón Feliú (Barcelona, 15 de mayo de 1931) es una paisajista española. Pionera en su oficio, es especialista en paisajes culturales e históricos. Ganó el Premio Nacional de Restauración 2017. 

## Trayectoria
Nacida en Barcelona el 15 de mayo de 1931, se estableció en Madrid en 1941. Estudió en Escuela de Paisajismo y Jardinería de Castillo de Batres. Una de sus hijas, Mónica, es también paisajista e historiadora del arte; otra de ellas, Ana, es doctora en arquitectura del paisaje.
Fue directora de los proyectos de rehabilitación para los jardines de la Isla y del Rey en Aranjuez (1980 y 1998). También de La Granja de San Ildefonso, del Campo del Moro, de la Zarzuela, del Palacio de la Moncloa, de los Jardines de la Casita del Príncipe en El Pardo, de los jardines de la Casita del Príncipe en El Escorial, de los Jardines de la Quinta del Duque del arco, de los Jardines del Monasterio de El Escorial, y del Claustro y Jardines de las Descalzas Reales.
Miembro del Instituto de Estudios Madrileños (CSIC) participó en la inclusión de bienes españoles en la lista de Patrimonio Mundial de la Unesco, como el Camino de Santiago, Palmeral de Elche, Ibiza, Úbeda y Baeza, Las Médulas, en León, y en el primer Paisaje Cultural español inscrito como tal, Aranjuez. 
También trabajó en el Jardín Ducal de Parma (Italia) y en la recuperación paisajística de Sintra (Portugal). 
Presidió el Comité Científico Internacional de Jardines Históricos del International Council for Monuments and Sites (ICOMOS) y el Comité Consultivo Internacional y numerosas evaluaciones para Patrimonio Mundial.  Ha sido destacada su trayectoria en la protección, la difusión y la conservación de los jardines históricos y los paisajes culturales a lo largo de más de seis décadas. 
Fue concejal del Ayuntamiento de Madrid en la corporación 1979-1983, elegida por la Unión de Centro Democrático (UCD) en las municipales de 1979.

## Libros
- Real Jardín Botánico de Madrid. Sus orígenes: 1755-1781 (1987, Madrid : Real Jardín Botánico, C.S.I.C.) ISBN: 9788400065003
- El Capricho de la Alameda de Osuna ( 1994, El Avapiés) ISBN 9788486280833.
- El Lenguaje oculto del jardín: jardín y metáfora (1996, Editorial Complutense) ISBN: 978-84-89365-91-9

## Premios y reconocimientos
- 1995. Premio Europa Nostra  por la Restauración del Claustro del Monasterio de Guadalupe (Cáceres). [7]
- 2017. Premio Nacional de Restauración y Conservación de Bienes Culturales concedido por el Ministerio de Educación, Cultura y Deporte.[6]
- 2023. Hija Adoptiva del Real Sitio y Villa de Aranjuez. [10]
- 2024. Medalla de Madrid, concedida por el Ayuntamiento de Madrid.  [11]
- 2024. Ha sido galardonada con la V Medalla Richard H. Driehaus a la Conservación del Patrimonio, otorgada por la Fundación Culturas Constructivas Tradicionales en 2024.[8]